# Josiah Ellis DuBois Jr.

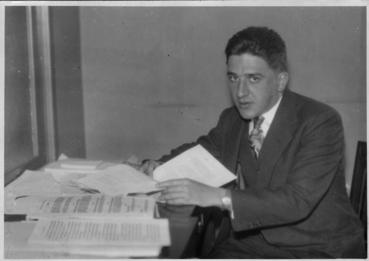
DuBois um 1945

Josiah Ellis DuBois Jr. (* 21. Oktober 1912 in Camden (New Jersey); † 1. August 1983 in Woodbury (New Jersey)) war ein amerikanischer Rechtsanwalt im US-Finanzministerium. 1944 verfasste er den Report to the Secretary on the Acquiescence of This Government in the Murder of the Jews, in welchem dem amerikanischen Außenministerium vorgeworfen wurde, Informationen über den Holocaust zu verheimlichen und Rettungsbemühungen zu behindern. Der Bericht trug zur Einrichtung des War Refugee Board bei. Bei den Nürnberger Nachfolgeprozessen war er stellvertretender Chefankläger im I.G.-Farben-Prozess, über den er auch publizierte.

## Ausbildung
DuBois wurde in Camden geboren und wuchs in Woodbury auf. Im Jahr 1934 graduierte er an der juristischen Fakultät der University of Pennsylvania. Von 1935 bis 1938 arbeitete er im Finanzministerium und wechselte dann in die Anwaltskanzlei seines Bruders Herbert. 1940 ging er wieder ins Finanzministerium, wo er in der Auslandszahlungskontrolle (dem späteren Foreign Funds Control) mit Aspekten der Wirtschaftskriegsführung der Vereinigten Staaten befasst wurde.

## Report an den Präsidenten
DuBois verfasste im Auftrag des Treasurysyndikus Randolph Paul den Report to the Secretary on the Acquiescence of This Government in the Murder of the Jews für den Finanzminister Henry Morgenthau, der um eine schriftliche Darstellung über Behinderungen durch das Außenministerium bei der Rettung von Juden gebeten hatte.
Der Bericht beschreibt die lange Verzögerung durch das Außenministeriums bei der Transfergenehmigung, Geld oder Hilfsgüter in von Nazideutschland und seinen Verbündeten kontrollierte Gebiete zu senden. Ein Vertreter des Jüdischen Weltkongresses hatte auf Anfrage von Gerhart M. Riegner Juden in Frankreich und Rumänien helfen wollen und benötigte dazu diese Genehmigung. Bei der Untersuchung der Verzögerungen entdeckten Beamte des Finanzministeriums, dass das Außenministerium im Februar 1943 die US-Diplomaten in der Schweiz angewiesen hatte, keine Informationen über die Massenmorde der Nazis weiterzuleiten. Über mehrere Seiten wird in dem Bericht der komplizierte Beweis für die Behinderung durch das Außenministerium geführt und dargestellt, wie Beamte des Außenministeriums versuchten, ihre Spuren zu verwischen und Informationen über den Holocaust zu verbergen.
Auslöser für den Bericht war ein Vorfall, bei dem es um die Evakuierung von Juden aus Rumänien und Frankreich gegen Zahlung von Bestechungsgeldern gehen sollte. Die Abteilung für die Kontrolle ausländischer Gelder des Finanzministeriums, die in Pauls Zuständigkeit fiel, genehmigte die Auszahlung der Gelder, deren Freigabe sowohl der Präsident als auch Außenminister Cordell Hull befürworteten. Von Mitte Juli 1943, als der Vorschlag unterbreitet und vom Finanzministerium genehmigt wurde, bis Dezember 1943 legte die Bürokratie des Außenministeriums um Breckinridge Long und das britische Ministerium für Wirtschaftskriegsführung verschiedene Hindernisse in den Weg.
Am 16. Januar 1944 legte Finanzminister Morgenthau Präsident Franklin D. Roosevelt den Bericht als Personal Report to the President vor. Er überzeugte ihn, mit Executive Order das War Refugee Board (WRB) zur Rettung von Juden und anderen Verfolgten des Nazisystems zu gründen. DuBois wurde Justitiar und verfasste viele Projektvorschläge für das WRB.

## Whistleblowing für die Juden in Vittel
Im Internierungslager Vittel wurden Anfang 1944 orthodoxen Austauschjuden aus Polen ihre lateinamerikanischen Schutzpapiere abgenommen, da sie Fälschungen waren oder zumindest von den lateinamerikanischen Staaten nicht anerkannt worden waren. Die Inhaber schwebten daher in Lebensgefahr. Jüdische Organisationen, das Internationale Rote Kreuz, das amerikanische War Refugee Board und die angelsächsischen Außenministerien übten daraufhin Druck auf die lateinamerikanischen Länder aus, die Gültigkeit der Papiere formal anzuerkennen. Als DuBois Anfang April erfuhr, dass das State Department sich sechs Wochen lang geweigert hatte, die amerikanische Auslandsvertretung in Bern auf Anfrage des War Refugee Board aufzufordern, sich mit Hochdruck um die Anerkennung dieser Papiere von „238 Juden“ in Vittel zu kümmern, informierte er den NBC-Moderator Drew Pearson. Dieser machte diesen Vorgang in seiner wöchentlichen Sonntagnachtsendung öffentlich.

## I.G.-Farben-Prozess
Im Mai 1946 kehrte DuBois in die Kanzlei seines Bruders zurück. Im Dezember 1946 wurde er gebeten an der Vorbereitung der Nürnberger Nachfolgeprozesse teilzunehmen. Als einer der Stellvertreter von Chefankläger Telford Taylor war er für den Bereich der Wirtschaftsprozesse zuständig und im I. G.-Farben-Prozess der stellvertretende Chefankläger. Das Strafmaß fand er milde genug, „um einen Hühnerdieb zu erfreuen oder einen Autofahrer, der unverantwortlicherweise einen Fußgänger überfahren hatte“. Eine Reihe von Historikern, Juristen und Publizisten äußerten sich später ebenfalls kritisch zum Richterspruch.
Nach dem Urteilsspruch versprach DuBois, ein Buch über den Prozess zu veröffentlichen, das unter Zusammenarbeit mit Edward Johnson 1952 unter dem Titel The Devil’s Chemists erschien.

## Werke
- The Devil's Chemists - 24 Conspirators of the International Farben Cartel who Manufacture Wars. Beacon Press, Boston 1952.[14]
- Generals in Grey Suits - The Directors of the International 'I. G. Farben' Cartel, Their Conspiracy and Trial at Nuremberg. Bodley Head, 1953.

## Auszeichnungen
- 1983 Humanitarian Award des American Jewish Committee für seinen Beitrag zur Rettung tausender Juden während des Holocaust.[15]

## Film
- Video Interview with Josiah E. DuBois, Jr. (7 min.) aus den 1970er Jahren auf The David S. Wyman Institute for Holocaust Studies.
- Josiah DuBois, Jr. (2018) Remembrance  (74 min.) Tagung des Jackson Centers auf youtube